# Arie Vosbergen
Ary ("Arie") Carel Hugo Vosbergen (ur. 10 czerwca 1882 w Rotterdamie; zm. 14 listopada 1918 tamże) – holenderski lekkoatleta, średnio i długodystansowiec.

## Życiorys
Vosbergen w wieku 25 lat brał udział w Letnich Igrzyskach Olimpijskich 1908. Jedyną dyscypliną była lekkoatletyka, w której wziął udział w czterech konkurencjach: biegu na 800 metrów, biegu na 1500 m, biegu na 3 mile drużynowo oraz maratonie. W żadnej z tych konkurencji nie uzyskał medalu.
24 maja 1912 ustanowił wynikiem 2:54:12,4 rekord Holandii w biegu maratońskim, który przetrwał niespełna 15 lat.
W 1914 zwyciężył (z czasem 35:50,4) w mistrzostwach kraju w biegu na 10 000 metrów.
W 1918 roku Vosbergen zmarł na tzw. hiszpankę.